# RPD (Maschinengewehr)
Das RPD (russisch ручной пулемёт Дегтярёва, rutschnoi pulemjot Degtjarjowa, wörtlich: Hand-Maschinengewehr Degtjarjows) ist ein leichtes sowjetisches Maschinengewehr (lMG) für die Verwendung auf Gruppenebene, das von den 1950er-Jahren an bis Ende der 1960er-Jahre das Standard-MG der Sowjetarmee und des Warschauer Pakts war. Abgelöst wurde es Ende der 1960er-Jahre durch das RPK.

## Entwicklung
Während des Zweiten Weltkrieges war die Rote Armee mit dem leichten Maschinengewehr DP und dessen Varianten ausgerüstet. Obwohl in der verbesserten Version DPM eine zuverlässige Waffe, zeigte diese doch diverse Mängel. Nachdem seit 1943 die Mittelpatrone M43 bereitstand, wurde 1944 die Entwicklung eines Nachfolgemodells begonnen. Angenommen wurde schließlich der Entwurf Wassili Alexejewitsch Degtjarjows, die Serienfertigung begann 1944 in der Instrumentenfabrik Nr. 2 in Kowrow.

## Technik
Das RPD ist ein Gasdrucklader mit Stützklappenverschluß und verfügt über ein einklappbares Zweibein. Die Munition wird von links durch einen Metalldauergurt zugeführt. Der Gurt befindet sich in einer Gurttrommel aus Stahlblech, die unter dem Gaskanal angebracht ist. Die Patronenhülsen werden nach unten ausgeworfen. Der Kolben und der Handschutz des RPDs sind aus Holz gefertigt, der Rest aus Stahl. Die Schließfeder befindet sich im Kolben.

## Versionen
Das RPD wurde kontinuierlich weiterentwickelt, ohne dass für die jeweiligen Versionen neue Bezeichnungen eingeführt wurden. Es lassen sich fünf Versionen feststellen:
1. Die erste Version des RPDs hatte noch keine Staubklappe an der Zuführung und einen Knopf an der rechten Seite der Kimme zur Einstellung des Seitenwindes.
2. Wie die erste Version hatte auch die zweite keinen Staubschutz an der Zuführung, aber der Knopf zur Einstellung des Seitenwindes befand sich auf der linken Seite der Kimme.
3. Die dritte Version hatte einen Staubschutz über der Zuführung.
4. Die vierte Version besitzt die gleichen Verbesserungen wie die dritte und einen längeren Gaskanal, zusätzlich verfügt der Kolben über eine Polsterung. Mitunter wird diese Version auch als RPDM bezeichnet.
5. Die fünfte Version ist wie die vierte, jedoch mit zusätzlicher Klappe über der Zuführung und mehrteiligem Reinigungsstab im Kolben.

Das RPD wurde unter Lizenz auch in anderen Ländern gefertigt:
- MG Suez: bis heute unter Lizenz in Ägypten nachgebaut und exportiert
- Typ 56: chinesischer Lizenzbau des RPD (Typ 56-1: RPDM); die Halterung der Gurttrommel ist klappbar und dient beim Transport als Staubschutz der Gurtzuführung.[1]
- Typ 62: Kopie des RPD aus Nordkorea[2]
- RPD: polnischer Lizenzbau, bis 1961.[3]

## Nutzerstaaten
- Ägypten
- Albanien
- Volksrepublik China
- Deutsche Demokratische Republik
- Finnland
- Indonesien
- Nordkorea
- Polen
- Rumänien
- Ungarn
- Vietnam

In den meisten Armeen wurde das RPD durch das RPK oder ähnliche Maschinengewehre ersetzt. In einigen Ländern der dritten Welt wird das RPD bis heute eingesetzt.